# Achille Glorieux
Achille Marie Joseph Glorieux (ur. 2 kwietnia 1910 w Roubaix, zm. 27 września 1999 w Lille) – francuski duchowny rzymskokatolicki, arcybiskup, urzędnik Kurii Rzymskiej, dyplomata papieski.

## Biografia
Był synem właściciela fabryki tkanin, działacza na rzecz rodzin i wicekonsula Danii w Roubaix Achille Marii Josepha Glorieuxa i Gabrielli Toulemonde.
23 grudnia 1933 otrzymał święcenia diakonatu, a 29 czerwca 1934 prezbiteriatu (oba z rąk arcybiskupa paryskiego kard. Jeana Verdiera PSS w kościele św. Sulpicjusza w Paryżu) i został kapłanem diecezji Lille. 6 stycznia 1967 papież Paweł VI mianował go sekretarzem powołanej w tym dniu Papieskiej Rady ds. Świeckich.
19 września 1969 ten sam papież mianował go pronuncjuszem apostolskim w Syrii oraz arcybiskupem tytularnym beverlacumskim. 9 listopada 1969 we francuskim kościele Trójcy Świętej na Górze w Rzymie przyjął sakrę biskupią z rąk sekretarza stanu kard. Jeana-Marii Villota. Współkonsekratorami byli wiceprzewodniczący Papieskiej Rady ds. Świeckich abp Alberto Castelli oraz biskup Lille Adrien-Edmond-Maurice Gand.
3 sierpnia 1973 został przeniesiony na urząd pronuncjusza apostolskiego w Egipcie. W 1984 przeszedł na emeryturę.